# Wilhelm Stuckart

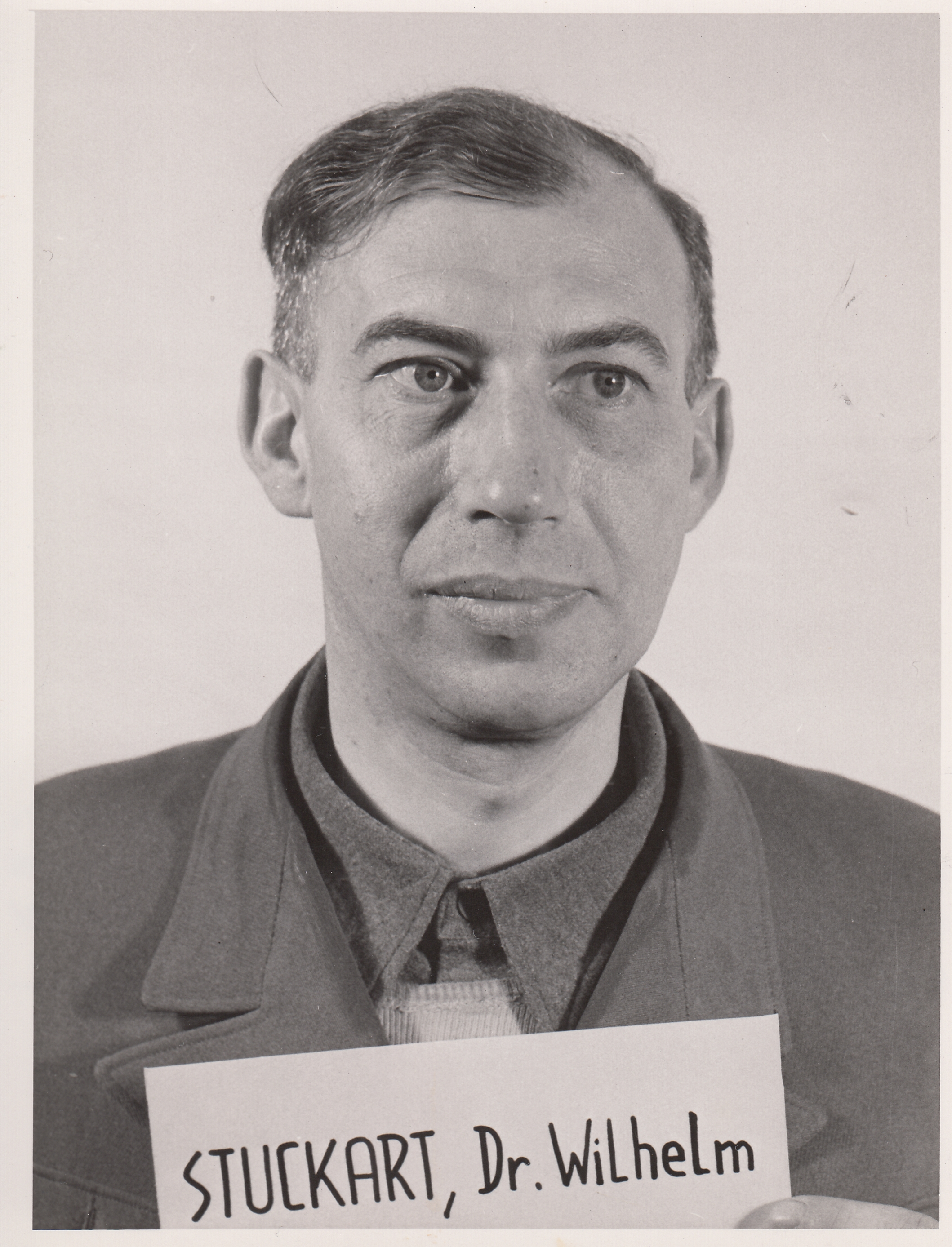
Stuckart nach seiner Festnahme, circa 1947

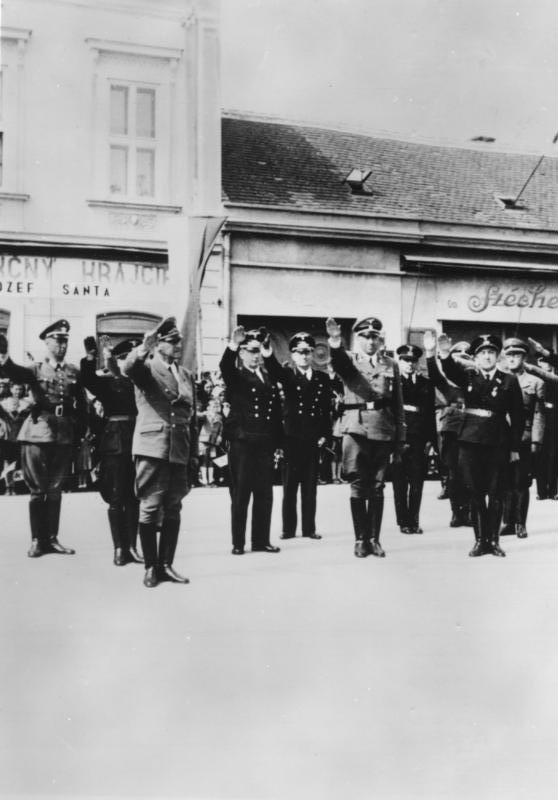
Stuckart, Frick und Globke, 1941 in Bratislava

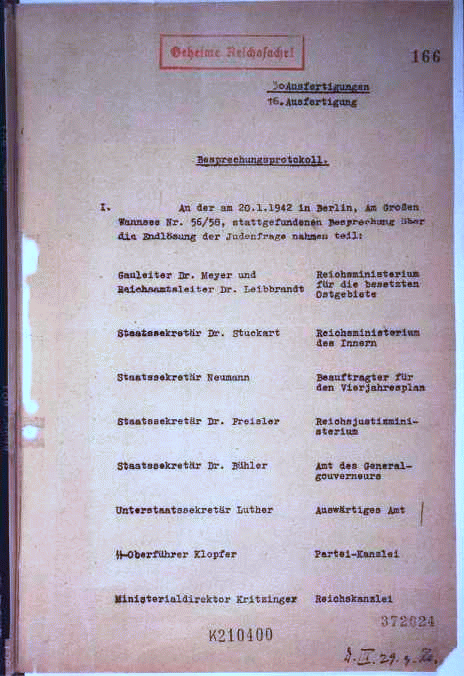
Stuckart als Vertreter des Innenministeriums im Besprechungsprotokoll der Wannseekonferenz am 20. Januar 1942

Wilhelm Georg Joseph Stuckart (* 16. November 1902 in Wiesbaden; † 15. November 1953 in Egestorf) war ein deutscher Verwaltungsjurist, Politiker (NSDAP) und SS-Obergruppenführer. Er wurde im Wilhelmstraßen-Prozess als Kriegsverbrecher verurteilt.

## Karriere
Wilhelm Stuckart wurde als Sohn des Eisenbahnarbeiters Johann Georg Stuckart (1873–1947) und dessen Frau Franziska Josepha, geb. Buller (1871–1947), in Wiesbaden geboren und wurde christlich erzogen. Sein Vater stammte aus Heckholzhausen bei Limburg, seine Mutter aus Mönchberg (Bezirk Obernburg). Nach dem Abitur 1922 am Staatlichen Realgymnasium in Wiesbaden studierte er Rechtswissenschaft an den Universitäten München und Frankfurt am Main. Bereits als Oberschüler hatte er in der örtlichen Jugendorganisation der DNVP eine Leitungsposition übernommen. In die 1923 verbotene NSDAP war er angeblich im Dezember 1922 eingetreten. Erneut trat er 1932 in die NSDAP ein (Mitgliedsnummer 1.033.214), berief sich aber in der NS-Zeit mit Erfolg auf einen Eintritt bereits 1930 unter dem Namen seiner Mutter, um die niedrigere Mitgliedsnummer 378.144 zu erhalten. 1926 fungierte er als Rechtsberater der NSDAP in Wiesbaden. 1928 promovierte er zum Dr. jur. mit der Dissertation Erklärung an die Öffentlichkeit, insbesondere die Anmeldung zum Handelsregister. Beide juristischen Staatsprüfungen bestand er mit der Note gut. Ab 1930 amtierte er als Amtsrichter, von 1932 bis März 1933 war er Anwalt und Rechtsreferent der SA in Pommern. Stuckart gehörte der SA ab 1932 an. Er war von April bis Mai 1933 kurzzeitig kommissarisch Bürgermeister in Stettin und wechselte danach ins Preußische Kultusministerium. 1933 gehörte Stuckart zu den Gründungsmitgliedern der nationalsozialistischen Akademie für Deutsches Recht Hans Franks.

### Staatssekretär im Reichsministerium für Wissenschaft, Erziehung und Volksbildung
Hermann Göring berief den 30-jährigen Juristen am 15. Mai 1933 als Ministerialdirektor ins Preußische Kultusministerium und am 30. Juni 1934 als Staatssekretär. Im neugebildeten Reichserziehungsministerium wurde Stuckart am 7. Juli 1934 zum Reichsstaatssekretär ernannt. Nach späterer Darstellung von Beteiligten sollte Stuckart in dem von Bernhard Rust geleiteten Ministerium für „geordnete Verhältnisse“ sorgen.
Seit Sommer 1933 oblag Stuckart die Anwendung und Umsetzung des Gesetzes zur Wiederherstellung des Berufsbeamtentums und er war faktisch oft letzte Instanz bei der Entlassung von Lehrern und Hochschullehrern. Nach Darstellung von Hans-Christian Jasch, der einige Fälle exemplarisch recherchierte, verfügte Stuckart über einen gewissen Handlungsspielraum, den er teils zu Gunsten, teils aber zu Ungunsten des Betroffenen nutzte.
1934 war Stuckart in seiner Eigenschaft als Staatssekretär im Preußischen Kultusministerium maßgeblich in den bis heute umstrittenen Erwerb des sogenannten Welfenschatzes, damals noch im Besitz jüdischer Kunsthändler, durch den Staat Preußen unter Hermann Göring involviert.
Stuckarts Verhältnis zu seinem Minister Rust war von Anfang an konfliktbelastet. Rust erließ Ende August 1934 eine „Organisationsverfügung“, die mit einer Entmachtung seines Staatssekretärs einherging. Stuckart hielt diese Neuordnung des Ministeriums für rechtswidrig und protestierte, wurde aber gemaßregelt, auf Veranlassung seines Ministers vom Reichsparteitag ausgeschlossen, beurlaubt und am 13. November 1934 in den einstweiligen Ruhestand versetzt. Mit Fürsprache Roland Freislers wurde Stuckart vorübergehend als Oberlandesgerichtspräsident in Darmstadt eingesetzt; den Titel „Staatssekretär“ wie auch die Besoldung durfte er beibehalten. Am 11. März 1935 wurde Stuckart ins Reichs- und Preußische Ministerium des Innern (RMI) berufen und als Leiter der „Abteilung I – Verfassung und Gesetzgebung“ eingesetzt.

### Tätigkeit im Reichsministerium des Innern
Stuckart war mit der Ausarbeitung der antijüdischen Gesetzgebung befasst. Er war an der Formulierung der Nürnberger Gesetze und der darauf fußenden Verordnungen beteiligt und verfasste 1936 die Einleitung zu Hans Globkes Kommentar zur deutschen Rassengesetzgebung. Die Namensänderungsverordnung vom 17. August 1938, die Juden einen Zwangsvornamen wie Sara oder Israel vorschrieb, unterzeichnete Stuckart, der am 19. März 1938 wieder zum Staatssekretär ernannt worden war, für das federführende Innenministerium in Vertretung des Ministers. Stuckart unterstützte Bestrebungen, Juden in Böhmen und Mähren kennzeichnen zu lassen, und warf in einem Schreiben vom 14. August 1941 die Frage auf, ob eine entsprechende Verordnung nicht für das gesamte Reichsgebiet erlassen werden könne. Er war wesentlich an der Ausarbeitung der 11. Verordnung zum Reichsbürgergesetz beteiligt, durch die bei der Deportation deutschen Juden die Staatsangehörigkeit und das Vermögen entzogen wurde.
Stuckart sicherte mit seiner Tätigkeit die staats- und völkerrechtliche Expansionspolitik ab: Er entwarf zum Beispiel das Gesetz zur Wiedervereinigung Österreichs mit dem Deutschen Reich (RGBl. I 1938, S. 237), legitimierte die Einverleibung der Rest-Tschechei durch den Reichsprotektoratserlass und arbeitete am Erlass über die Verwaltung der besetzten polnischen Gebiete mit.
Während des Krieges war Stuckart auch mit nationalsozialistischen Europaplänen für die Zeit nach dem angestrebten Endsieg befasst und Mitherausgeber der Zeitschrift Reich-Volksordnung-Lebensraum, Zeitschrift für völkische Verfassung und Verwaltung (RVL).
Stuckart war im Januar 1942 Teilnehmer der Wannseekonferenz und wusste bereits vorher, dass Reinhard Heydrich die Deportation der sogenannten Mischlinge Ersten Grades fordern würde. Stuckart begründete seinen Vorschlag, stattdessen die Zwangssterilisierung vorzuschreiben und Mischehen aufzulösen, mit der ansonsten entstehenden unendlichen Verwaltungsarbeit. Stuckart machte nach dem Krieg geltend, er habe mit seinem Vorschlag zur Zwangssterilisierung lediglich Heydrichs Vorhaben sabotieren wollen: Eine Massensterilisierung sei in Kriegszeiten gar nicht durchführbar gewesen, somit sei Zeit gewonnen und die Mischlinge seien gerettet worden. Das von Stuckart vorgeschlagene Gesetz zur Zwangsscheidung von Mischehen wurde noch bis ins Jahr 1943 verhandelt, kam jedoch nicht mehr zustande.
Als Wilhelm Frick als Reichsinnenminister abgelöst wurde, machte sich Stuckart Hoffnung auf dieses Amt. Goebbels trug unter dem 21. August 1943 in seinem Tagebuch ein: „Stuckart ist durch die Entwicklung um RIM etwas bedrückt. Ich kann das verstehen; er hätte es ja eigentlich verdient, die Verwaltung zu übernehmen.“ Heinrich Himmler, der zum Reichsinnenminister ernannt wurde, kümmerte sich wenig um sein Amt und delegierte seine Befugnisse weitestgehend an Stuckart, dem er auch die personalpolitischen Entscheidungen überließ.
Kurz vor Kriegsende wurde Stuckart durch den neuen Staatschef Karl Dönitz nach dem Tod von Paul Giesler am 3. Mai 1945 geschäftsführend als Reichsinnen- und Kultur(Erziehungs-)minister eingesetzt. Am 23. Mai 1945 wurde Stuckart als Minister der Regierung Dönitz im Sonderbereich Mürwik interniert. Bis zur Überstellung nach Nürnberg im August 1945 war er im Gefangenenlager Nr. 32 (Camp Ashcan) im luxemburgischen Bad Mondorf zusammen mit anderen hochrangigen Nationalsozialisten untergebracht.

### SS-Laufbahn
- SS-Standartenführer, 13. September 1936[6] (SS-Nr. 280.042)[6]
- SS-Oberführer, 30. Januar 1937[6]
- SS-Brigadeführer, Januar 1938[27]
- SS-Gruppenführer, Januar 1942[7]
- SS-Obergruppenführer, Januar 1944[7]

## Prozess 1947

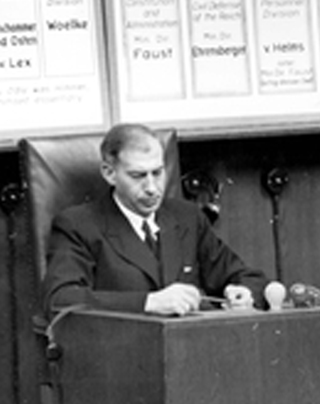
Stuckart als Angeklagter im Wilhelmstraßen-Prozess. Aufnahme vom 1. Oktober 1948.

Stuckart wurde 1947 im Wilhelmstraßen-Prozess wegen folgender Verbrechen angeklagt:
- I: Verbrechen gegen den Frieden: Vorbereitung, Einleitung und Führung von Angriffskriegen und Kriegen unter Verletzung internationaler Verträge … (S. 6).
- V: Kriegsverbrechen und Verbrechen gegen die Menschlichkeit: Greueltaten und Vergehen gegen die Zivilbevölkerung. Verfolgung von Juden, Katholiken und anderen Minderheiten (S. 78).
- VI: Kriegsverbrechen und Verbrechen gegen die Menschlichkeit: Raub und Plünderung (S. 187).
- VII: Kriegsverbrechen und Verbrechen gegen die Menschlichkeit: Sklavenarbeit (S. 241).
- VIII: Mitgliedschaft in verbrecherischen Organisationen (S. 270).

Sein Verteidiger war Curt von Stackelberg. Ab dem 15. April 1948 wurde dieser von Hermann Orth unterstützt.
Im Punkt I wurde Stuckart freigesprochen:
Er war als Mitglied des Reichsverteidigungsausschusses über die Planung zur wirtschaftlichen Ausnutzung der zu erobernden Gebiete informiert, es lagen ihm die Mobilisierungspläne vor, aber es wurde kein Beweis dafür gefunden, „daß er die Angriffskriege geplant, vorbereitet, eingeleitet oder durchgeführt hat“ (S. 52).
Zum Punkt V stellte er seinen auf der Wannseekonferenz vorgebrachten Plan, alle „Halbjuden“ zu sterilisieren, als Verzögerungstaktik dar: Die „jüdischen Mischlinge“ seien dadurch von Deportation und Ermordung bewahrt worden; die Durchführung einer Massensterilisation sei während des Krieges ausgeschlossen gewesen. Nachdem der ebenfalls mit „Judenangelegenheiten“ befasste, 1944 jedoch wegen seiner Verbindungen zum Widerstand inhaftierte Bernhard Lösener als Zeuge diese Version weitgehend bestätigt hatte, sah das Gericht diesen Vorwurf zugunsten Stuckarts als nicht zweifelsfrei geklärt an. Die Richter werteten jedoch Stuckarts Ausarbeitung der Nürnberger Gesetze und deren Durchführungsverordnungen als Bestandteil des Vernichtungsprogramms:
„Innerhalb des Reichsinnenministeriums war die Ausrottung der Juden kein Geheimnis. Der Zeuge Globke […], hat als Zeuge des Angeklagten folgendes ausgesagt: ‚[…] ich habe es gewußt, daß diese Ausrottung systematisch vorgenommen worden ist.‘“ (S. 167).
An die Schreibtischtäter gerichtet stellte es fest:
„Wenn die Kommandanten der Todeslager … bestraft werden – und darüber haben wir keinen Zweifel – dann sind die Männer ebenso strafbar, die in der friedlichen Stille ihrer Büros in den Ministerien an diesem Feldzug durch Entwurf der für seine Durchführung notwendigen Verordnungen, Erlasse und Anweisungen teilgenommen haben.“ (S. 169).
Zum Punkt VI stellte das Gericht fest, dass er an der planmäßigen Wirtschaftsplünderung der besetzten Gebiete aktiven Anteil nahm, und sprach Stuckart schuldig.
Zu den außerordentlich umfassenden Erklärungen der Entlastungszeugen erklärte das Gericht:
„Er war in seiner Beamtentätigkeit bestimmt nicht jene harmlose Schaufensterfigur, als die ihn die im Laufe der Beweisführung vorgebrachten Erklärungen zu schildern versuchen.“ (S. 167).
Zum Punkt VII Sklavenarbeit war das Gericht der Meinung, „daß die Beweisaufnahme Stuckarts angebliche Beteiligung […] nicht über jeden vernünftigen Zweifel erhaben ergeben habe“, und sprach Stuckart „nicht schuldig“.
Zum Punkt VIII Mitgliedschaft in verbrecherischen Organisationen stellte das Gericht fest, dass Stuckart als Mitglied der SS verbrecherische Maßnahmen und Programmpunkte der SS mit Himmler besprach. Er war über die Massenmorde an Juden in Riga unterrichtet, er nahm an der Wannseekonferenz teil. Er beteiligte sich an den Erlassen, die der SS bei vielen ihrer Verbrechen von Nutzen waren. „Er wird der Anschuldigung gemäß unter Anklagepunkt VIII für schuldig befunden.“ (S. 273).
Stuckart befand sich im Krankenhaus und konnte an dem Prozess nur in „einer kurzen Zeitspanne, in der er seine eigene Verteidigung vorgebracht hat,“ teilnehmen (S. 278). „Weder das amerikanische Ärztegremium noch die deutschen Ärzte konnten eine günstige Prognose abgeben… Unter diesen Umständen ist es nicht unwahrscheinlich, daß eine Haft einem Todesurteil gleichkommen würde.“ Das Strafmaß wurde daher auf genau drei Jahre, zehn Monate und 20 Tage ab seiner Festnahme am 26. Mai 1945 bemessen, sodass er mit der Urteilsverkündigung ein verurteilter Kriegsverbrecher, aber frei war.

## Nachkriegszeit
Vom Entnazifizierungshauptausschuss im Regierungsbezirk Hannover wurde Stuckart 1950 ohne Beschränkungen als „Mitläufer“ eingestuft. Die Verfahrenskosten von 500 DM wurden ihm auferlegt. Stuckart hatte im Vorfeld versucht, Vorbereitung und Gang des Verfahrens über einen früheren Mitarbeiter zu beeinflussen und anscheinend auch Entlastungserklärungen vorformuliert, die er von früheren Mitarbeitern unterzeichnen ließ. Das Verfahren sah er an als „Unrechtsverfahren, wie es im Buche steht“.
Stuckart betrieb über den Bund der Heimatvertriebenen und Entrechteten (BHE), dessen 3. Landesvorsitzender in Niedersachsen er 1951 geworden war, Initiativen, um die Entnazifizierung allgemein zu beenden und u. a. Personen wie ihn selbst, deren Beamtenverhältnisse 1945 erloschen waren, besser zu stellen.
Um ein weiteres Entnazifizierungsverfahren in West-Berlin zu verhindern, das an seinen Hauserwerb 1938 in der Villenkolonie Wannsee anknüpfte, veranlasste er u. a. den niedersächsischen BHE-Landesvorsitzenden und Landwirtschaftsminister von Kessel zu einem entsprechenden Schreiben an den parteilosen Berliner Innensenator Werner Müller, das erfolglos blieb. Die Berliner Spruchkammer konnte Akten berücksichtigen, die in Hannover nicht in das Verfahren eingegangen waren, und entschied am 4. August 1952, Stuckart für drei Jahre Wahlrecht und Wählbarkeit zu entziehen sowie ihn von öffentlichen Ämtern und Berufen mit besonderen Zulassungsvoraussetzungen und von Versorgungsleistungen aus öffentlichen Mitteln auszuschließen. Als Sühnemaßnahme wurde eine Geldstrafe von 50.000 DM verhängt. Auf Stuckarts Berufung wurde die Sache jedoch zur erneuten Entscheidung zurückverwiesen und, nach dessen zwischenzeitlichem Tod, im Mai 1954 eingestellt. Ein gleichzeitiger Eröffnungsbeschluss, nunmehr gegen Stuckarts Ehefrau, wurde im Juni 1959 aufgehoben.
Im März 1953 verklagte Stuckart das Land Niedersachsen nach dem Gesetz zur Regelung der Rechtsverhältnisse der unter Artikel 131 des Grundgesetzes fallenden Personen und erreichte im Oktober 1953 die Festsetzung ruhegehaltfähiger Dienstbezüge nach Besoldungsgruppe B 5 der Reichsbesoldungsordnung, in die Ministerialdirektoren eingestuft waren.
Nach seiner Freilassung 1949 soll er Stadtkämmerer von Helmstedt gewesen sein und wurde 1950 Geschäftsführer des „Instituts zur Förderung der niedersächsischen Wirtschaft“.
Stuckart soll nach unbelegter Angabe in der 1952 verbotenen neonazistischen Sozialistischen Reichspartei aktiv gewesen sein. Der Süddeutschen Zeitung galt er „im Hinblick auf seine besonders exponierte NS-Biographie“ als „SRP-Statthalter im BHE“.
Er kam im November 1953 auf der Fahrt von Hannover zu seinem Wohnsitz in Lemmie bei einem Autounfall ums Leben.

## Deutungen
Stuckart gab in einer Selbstdarstellung an, er sei lediglich gegen den – angeblich – überproportionalen Einfluss von Juden in Kultur und Wirtschaft gewesen. Die Nürnberger Gesetze, an denen er mitwirkte, seien angesichts der fortschreitenden Radikalisierung der Partei und willkürlicher Übergriffe immerhin eine – wenngleich ihn nicht ganz zufriedenstellende – Rechtsgrundlage für ein Zusammenleben gewesen. Auch ansonsten sei er immer um mildere Lösungen bestrebt gewesen.
Cornelia Essner rekonstruierte das Zustandekommen der Nürnberger Gesetze. Sie verweist auf frühere Vorarbeiten und entlarvt Bernhard Löseners Darstellung, nach der die beteiligten Juristen stets um eine mildere Lösung bemüht waren, als Legendenbildung. Die 11. Verordnung zum Reichsbürgergesetz, an deren Zustandekommen Stuckart wesentlich beigetragen hatte, verstößt nach Urteil des Bundesverfassungsgerichts evident gegen fundamentale Prinzipien der Gerechtigkeit und habe dabei ein so unerträgliches Maß erreicht, dass sie von Anfang an als nichtig erachtet werden müsse.
Dieter Rebentisch urteilt, Stuckart sei nicht frei gewesen von „karrieresüchtigen Anpassungen“, habe zuweilen aber Mut zur Zivilcourage gezeigt und zumindest „systemimmanente Korrekturen“ versucht. In der Judenfrage habe Stuckart den mäßigenden Kurs seines Rassereferenten Lösener unterstützt. Hans-Christian Jasch stellt dar, Wilhelm Stuckart sei nach Kriegsbeginn neben dem schwachen und oft abwesenden Minister Frick und dem „Seniorstaatssekretär“ Pfundtner zum eigentlichen Innenminister aufgestiegen. Stuckart und seine Mitarbeiter seien Mit-Schöpfer der Nürnberger Rassengesetzgebung gewesen und hätten die Entrechtungspolitik dynamisch fortentwickelt. Bei der Entstehungsgeschichte der Elften Verordnung zum Reichsbürgergesetz werde deutlich, dass Stuckart und seine Mitarbeiter bei der juristischen Absicherung der Deportationen eine zentrale Rolle gespielt und teils besonders radikale Vorschläge entwickelt hätten wie zum Beispiel den, Juden die deutsche Staatsangehörigkeit zu entziehen. Nachweisbar hatte Stuckart Ende 1941 Kenntnis davon, dass Berliner Juden bei Riga ermordet worden waren; er rechtfertigte dies laut Lösener als eine „Entscheidung von höchster Stelle“ und als eine „weltgeschichtliche Notwendigkeit dieser Härte.“ Stuckarts bei der Wannseekonferenz eingebrachter Vorschlag einer „Zwangsscheidung von Mischehen“ hätte den jüdischen Partner schutzlos gestellt und dessen Verschleppung und Vernichtung nach sich gezogen: Diese vorhersehbare Konsequenz ließe sich nicht mit Stuckarts angeblich mildernden Absichten vereinbaren. Jasch urteilt, dass die Einflussmöglichkeiten des Ministeriums keineswegs durchgängig zur Milderung des Unrechts genutzt wurden, sondern dazu beitrugen, den Entrechtungs- und Vernichtungsprozess noch effizienter und problemloser zu gestalten. Stuckart habe daran mitgewirkt.

## Ausgewählte Schriften
- Geschichte im Geschichtsunterricht. Verlag Moritz Diesterweg, Frankfurt am Main 1934. – Die 2. Auflage erschien unter gleichem Titel und im gleichen Verlag.
- Nationalsozialistische Rechtserziehung. Frankfurt am Main 1935.
- (mit Hans Globke): Reichsbürgergesetz vom 15. September 1935. Gesetz zum Schutze des deutschen Blutes und der deutschen Ehre vom 15. September 1935. Gesetz zum Schutze der Erbgesundheit des deutschen Volkes (Ehegesundheitsgesetz) vom 18. Oktober 1935. Nebst allen Ausführungsvorschriften und den einschlägigen Gesetzen und Verordnungen. Berlin 1936.
- (mit Wilhelm Albrecht): Neues Staatsrecht. Leipzig 1936.
- Nationalsozialismus und Staatsrecht. Berlin 1937.
- (mit Walter Scheerbarth): Verwaltungsrecht. Leipzig 1937.
- Partei und Staat. Wien 1938.
- (mit Rolf Schiedermair): Rassen- und Erbpflege in der Gesetzgebung des Dritten Reiches. Leipzig 1938.
- (mit Harry von Rosen-von Hoewel): Die Reichsverteidigung (Wehrrecht). Leipzig 1940.
- Führung und Verwaltung im Kriege. Berlin 1941.
- (mit Harry von Rosen): Neues Gemeinderecht. Mit einer Darstellung der Gemeindeverbände. Leipzig 1942.
- Verfassung, Verwaltung und europäische Neuordnung, Bukarest 1942.
- (mit Reinhard Höhn und Herbert Schneider): Verfassungs-, Verwaltungs- und Wirtschaftsgesetze Norwegens. Sammlung der wichtigsten Gesetze, Verordnungen und Erlasse. Darmstadt 1942.
- (mit Harry von Rosen und Rolf Schiedermair): Der neue Staatsaufbau. Kohlhammer, Leipzig 1943.

In der Sowjetischen Besatzungszone wurden sämtliche Schriften Stuckarts auf die Liste der auszusondernden Literatur gesetzt.